# Rinkite-(Ce)
La rinkite-(Ce) è un minerale.